# Kitzbühel
Kitzbühel (tyskt uttal: [ˈkɪtsbyːl]
 ( lyssna)) är en stad och kommun i förbundslandet Tyrolen i västra Österrike. Kommunen har 8 279 invånare (2024), på en yta av 58,01 km². Kitzbühel är huvudort i distriktet med samma namn.
Kitzbühel är en av Österrikes mest kända vintersportorter, belägen mellan topparna Hahnenkamm (1 712 m ö.h.) och Kitzbühler Horn (1 996 m ö.h.). Kitzbühels omgivningar kallas Kitzbüheler Alpen.
Staden omnämns för första gången år 1165 och fick stadsrättigheter år 1271.

## Sport, turism och kultur
1892, fyra år efter att ortens första hotell öppnade, testade Franz Reisch att åka slalom nedför Kitzbüheler Horn. Inom ett år senare hade han sett till att Österrikes första nedfart anlades, på detta berg. 1895 ägde den första alpina skidtävlingen rum, med Josef Herold som vinnare, och 1898 besöktes orten av internationella turister för första gången.
1929 invigdes Kitzbühels första skidlift i form av den 18-platsade kabinbanan Hahnenkammbahn, vilken också var världens första skidåkartransporterande kabinbana. 1935 besöktes Kitzbühel av en skidåkande Edvard VIII (Prins av Wales), som sedermera bidrog till en stor turisttillströmning från Storbritannien. 1948 tillkom ortens första släplift (ankarlift), och under 1950- och 1960-talet började skidområdet att byggas ut. Sedan 1931 arrangeras årligen Hahnenkammrennen, i Kitzbühel, där tävlingarna ingår i världscupen i alpin skidåkning sedan starten 1967. Grenprogrammet har varierat något genom åren, men störtlopp och slalom har med få undantag ingått sedan starten. Vintersäsongen 2013/2014 bestod det alpina skidområdet av 53 liftar och 88 nedfarter med totalt 170 kilometer pistlängd (450 ha preparerad yta), och drivs av Bergbahn AG Kitzbühel som idag är det största liftbolaget i Österrike.
Under sommaren är Kitzbühel även värd för tennisturneringen Austrian Open. Kitzbühel har även arrangerat deltävlingar i världscupen (2007–2008) och världsmästerskapet (2009–2010) i ITU Triatlon vid den närbelägna sjön Schwarzsee.
Kitzbühels alprally är en årligen återkommande festival med veteranbilar. Det hölls för första gången 1988. United Buddy Bears första resa till Kitzbühel var 2004, vilket följdes av den första resan ut i "den stora vida världen" – då de åkte till Hongkong och många andra platser på olika kontinenter.